# 金沢庄三郎

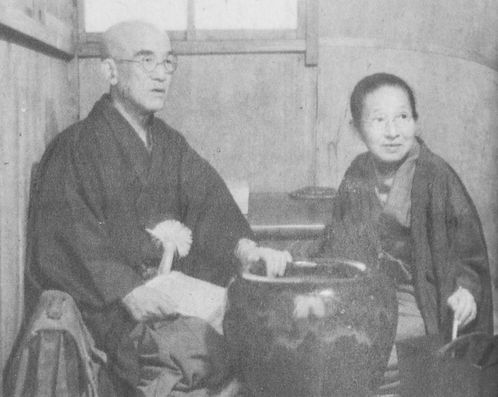
妻・多喜とともに（1949年）

金沢 庄三郎（かなざわ しょうざぶろう、明治5年5月7日（1872年6月12日） - 昭和42年（1967年）6月2日）は、日本の言語学者、国語学者。本来の名前は金澤 庄三郎である。雅号は濯足（たくそく）で、その出典は屈原の詩集『楚辞』の中の「漁夫」である。

## 人物
大阪生まれ、東京帝国大学卒。アジアの各言語の比較研究を行った。北海道（アイヌ語）、大韓帝国（朝鮮語）、琉球、シベリア（ロシア語）、満洲（満洲語、蒙古語）などでフィールドワークを行い、さらに中国語も修めた。また、國學院大學教授を務め、東京帝国大学、東京外国語学校、駒澤大学にも出講した。
日本語と朝鮮語を対象とした、「日韓両国語同系論」（1910年（明治43年））や「日鮮同祖論」（1929年（昭和4年））は、朝鮮半島併合を理論的に正当化するため、併合推進者が頻繁に引用した。
また第二次世界大戦前の代表的国語辞典のひとつ、三省堂の『辭林』（1907年（明治40年））『廣辭林』（1925年（大正14年））などの編者をつ務めた。特に廣辭林は、見出し語のうち、字音語に現代仮名遣いに近い表記を採用したため、ほとんどの中学生が使用したといわれる。『広辞林』第五版（1973年（昭和48年））以降の版次は、『辭林』を初版とみなしたものである。

## 略年譜
- 1872年：1月13日、大阪南大組南瓦屋町1丁目43番地、米穀商の家に長男として生まれる。父は源三郎、母は智恵子
- 1977年：大宝小学校（現：大阪市立南小学校）に入学。
- 1884年：大宝小学校を卒業。文部省直轄大阪中学校に入学。
- 1886年：学校が第三高等中学校と改称。
- 1887年：留年。
- 1889年：第三高等中学校が京都へ移転。
- 1890年：母他界。
- 1891年：本科に進学。
- 1893年：本科を卒業。9月、東京大学文科大学博言学科に入学。
- 1894年：上田万年が帰国して教授。神保小虎からアイヌ語を学ぶ。
- 1895年：この年から30年までに北海道を4回訪れ、アイヌ語を研究。
- 1896年：5月、論文「ばちぇら氏創成アイヌ語学の一斑」。7月、卒業。9月、大学院に入学し、専攻をアイヌ語とする。11月、国学院の講師となる。
- 1897年：Ａ．ダルメシュテテールの著作を翻訳し、「ことばのいのち」として刊行。
- 1898年：朝鮮語研究を開始。9月、国学院を辞職。同月沢井多喜と婚姻届。10月、大韓帝国漢城で留学生活。
- 1900年：7月、東京外国語学校韓国語科教授に就任。韓国旅行。
- 1901年：9月、韓国留学より帰国。講義を始める。
- 1902年：2月、東京帝国大学文科大学博言学科で朝鮮語講師。6月、「日韓語動詞論」「日韓両国語比較論」により文学博士。本郷区西片町に住む。
- 1903年：文部省国語調査委員会の委員。
- 1907年：4-10月、休職し、ドイツ、フランス、オランダ、ベルギー、イギリス、アメリカを廻る。
- 1909年：4-5月、沖縄で琉球語を調査。
- 1910年：1月、「日韓両国語同系論」を三省堂より刊行。
- 1911年：「辞林四十四年版」を刊行。
- 1923年：秋、国学院の国語学の教授。
- 1925年：9月、「広辞林」を刊行。
- 1928年：4月、駒澤大学東洋学科、国語学教授に就任。
- 1929年：「日鮮同祖論」を刊行。
- 1932年：4月、聖心女子学院高等専門学校国文科の教授。
- 1933年：国学院大学を辞任。
- 1945年：平塚で敗戦を迎える。自宅は全壊を免れたが疎開生活。
- 1946年：大本山永平寺で得度。月江庵禅心無得居士という法名を贈られる。
- 1949年：4月、新制駒澤大学文学部長、兼国文科教授に就任。
- 1951年：天理大学で特別講義。
- 1952年：曙町の地所を売却して永平寺に寄進。永平寺東京別院に自宅を新築する。
- 1953年：4月、鶴見女子短期大学国文科長兼国語学教授に就任。
- 1954年：永平寺東京別院内の麻布あけぼの幼稚園の初代園長。
- 1958年：3月、「新版広辞林」を刊行。10月紫綬褒章を受章。
- 1964年：4月、勲三等瑞宝章を受章。
- 1967年：6月2日、永平寺東京別院内の自宅で生涯を終えた。

## 栄典
- 1912年（大正元年）12月18日 - 勲四等瑞宝章[4]

## 性格
石川遼子は、多くの著者が金沢の性格を次の様に評していると記載した。「頑固」「一徹」「梃子でも動かない」「妥協しない」「いちず」「自説を曲げない」「人にへつらわない」「清潔」「社交下手」「学問一筋」「ケチ」「人目をかまわない」など。ケチに関しては石川は文献収集のためと弁護したが、金沢は大阪弁を変えようとはしなかったという。また、植民地支配の片棒をかついで、おこぼれをもらうようなことはまず考えられないとしている。

## 日鮮同祖論に関する批判
1929年、金沢は言語学に基づき『日鮮同祖論』を刊行した。朝鮮研究の日本人の冷淡さを知っている金沢としてはそれなりの覚悟と挑戦をこめて、この書名をつけたと思われる。しかし、色々な批判に晒される。特に戦後、1963年金容しよう（当時ソウル大学校師範大学助教授）は、韓国史の研究から日鮮同祖論を批判している。日本の旗田巍も批判している。戦前、金沢は政治的な利用はまったく考えなかったが、同化政策には積極的であった。

## 友人
- 喜田貞吉 ― 歴史家。第三高等中学校以来の同窓生である。
- 金田一京助 ― 言語学者で後輩である。

## 健康と家族
父親は金沢源三郎、母親は（旧姓）島智恵子である。長女みち、次女さき、長男庄三郎、次男源之助であるが、庄三郎は生来虚弱であり、今でいえば小児麻痺をわずらったので、2歳下の弟が米穀商を継ぐことになっていた。しかし、父の代で倒産したが売掛金があり勉学は続けられた。庄三郎は特に母の勧めで勉学の道に進んだ。庄三郎は大西多喜と結婚したが、子をなさなかった。庄三郎の脚の不自由さは続いたが、特に大病はせず、庄三郎は96歳、妻は89歳まで生きた。父は87歳、弟は94歳で他界した。

## 著書
詳しい著作目録が石川遼子の『地と民と語とは相分かつべからず 金沢庄三郎』の391ページから419ページにある。
- 『日本文法論』 金港堂書籍 1903
- 『言語学』 国学院 1903-1904
- 『国語の研究』 同文館 1910
- 『日韓両国語同系論』 三省堂書店 1910
- 『日本文法新論』 早稲田大学出版部 1912
- 『カード式読史年表』 広文堂 1913
- 『言語の研究と古代の文化』 弘道館 1913
- 『女子教育日本文法教本』 修5版 東京開成館 1919
- 『言語に映じたる原人の思想』 大鐙閣 1920
- 『日鮮同祖論』 刀江書院 1929
- 『新羅の片仮字 比較国語学史の一節』 金沢博士還暦祝賀会 1932
- 『茶 世界飲料史の研究』 創元社 1947 亜細亜研究叢書
- 『文と字 漢字雑考』 創元社 1947 亜細亜研究叢書
- 『崑崙の玉』 創元社 1948 亜細亜研究叢書
- 『地名の研究』 創元社 1949 亜細亜研究叢書
- 『日韓古地名の研究』 草風館 1985.4

### 共編著
- 『アイヌ語会話字典』 神保小虎共著 金港堂書籍 1898
- 『辞林』 三省堂 1907.4
- 『日語類解』 三省堂 1912.3
- 『朝鮮地名字彙 羅馬字索引』 小藤文次郎共編 東京帝国大学 1913
- 『広辞林』 三省堂 1925
- 『小辞林』 三省堂 1929
- 『濯足庵蔵書六十一種』 金沢博士還暦祝賀会 1933
- 『国文学論究』 折口信夫共編 高遠書房 1934

### 翻訳
- 『ことばのいのち』 ダルメステッテル 冨山房 1897
- 『言語学』 セース 上田万年共訳 金港堂 1898.8
- 『言語学』 マクス・ミューラー 後藤朝太郎共訳 博文館 1906・1907 帝国百科全書

### 記念論集
- 『東洋語学乃研究 金沢博士還暦記念』金沢博士還暦祝賀会編 三省堂、1932年。